# Calbayog
Calbayog é uma cidade de primeira classe de renda da cidade na província Samar, nas Filipinas. De acordo com o censo de 1 maio  de  2020 possui uma população de 186 960 pessoas e 43 030 domicílios.